# Развитие сельской местности

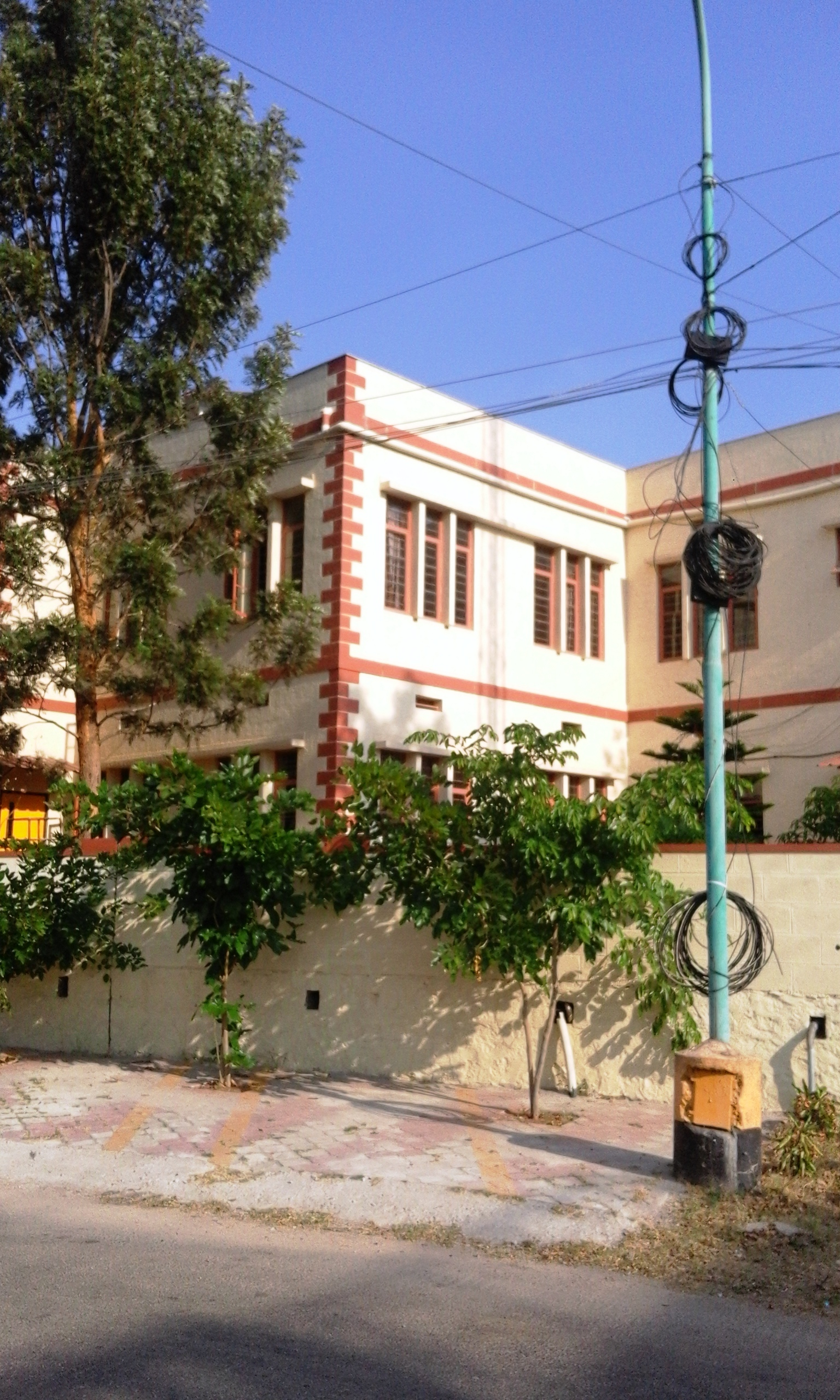
Институт Вивекананда (англ.) в индийском городе Майсур, один из центров разработки планов развития сельской местности.

Развитие сельской местности — комплекс действий, направленных на повышение качества жизни и экономического благополучия жителей сельских населённых пунктов, а также борьбу с так называемым кризисом села — неблагоприятными экономико-демографическими тенденциями, наблюдающимися в сельской местности в последние десятилетия. Это понятие подразумевает как увеличение эффективности традиционных сельских занятий, так и развитие более современных отраслей, в первую очередь туризма. Государственные департаменты и программы, частные фонды и исследовательские организации, работающие в этой сфере, существуют по всему миру.
В России программы по развитию сельской местности включают строительство и реконструкция автодорог, социальное развитие села (в том числе учреждений здравоохранения, образования, культуры, спорта), обеспечение жильём молодых семей и молодых специалистов, работающих на селе, а также создание современных сельских поселений.